# Chana Sor
Chana Sor oder Khana Sor (auch Khanasor, kurmandschi Xanasor, arabisch خانصور, auf Deutsch: rotes Haus, auch al-Tam’eem) ist eine kleine jesidische Stadt im Norden des Iraks. Die Stadt liegt im Distrikt Sindschar nördlich des Dschabal Sindschar im Gouvernement Ninawa. Der Ort gehört der Autonomen Region Kurdistan.

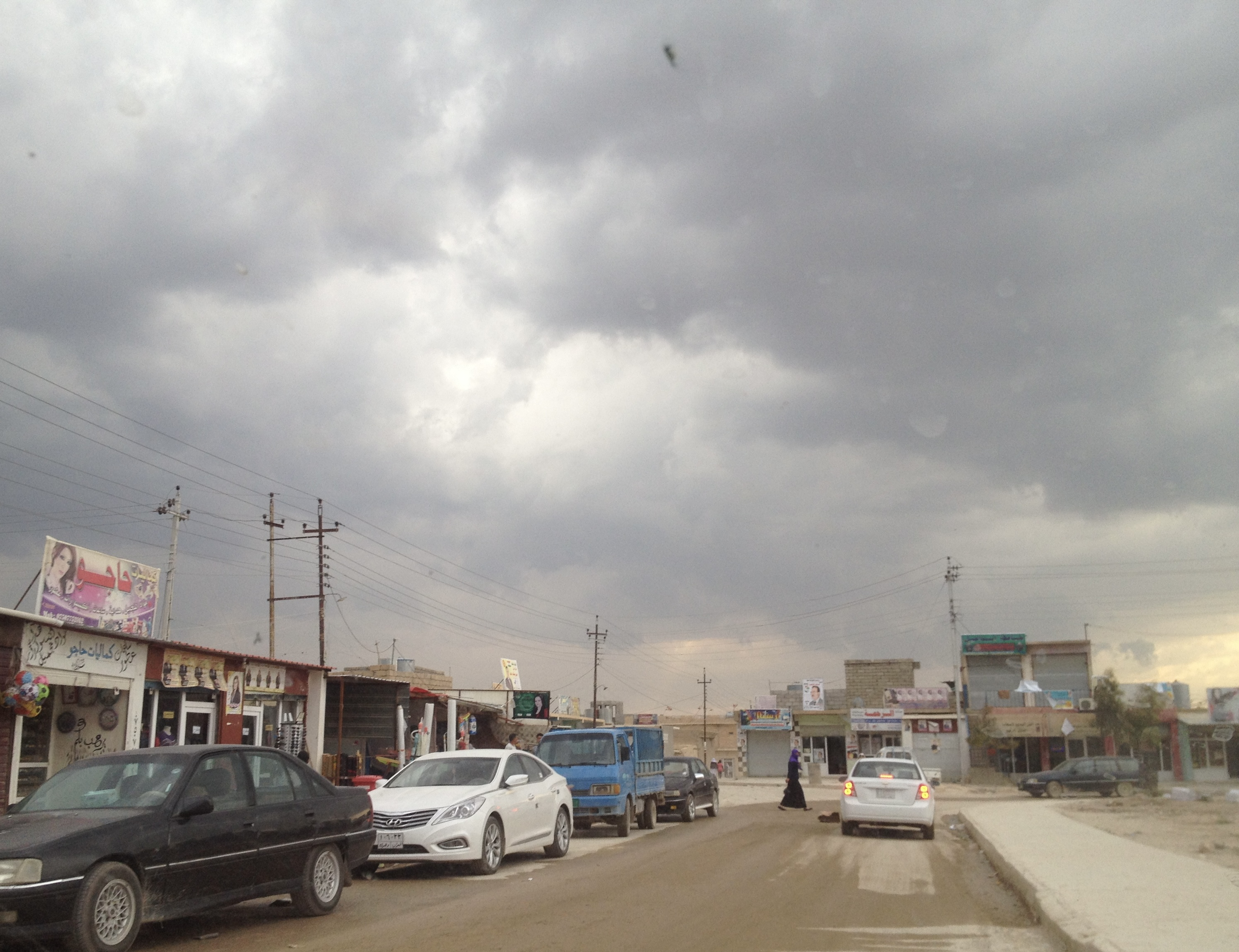
Khana Sor (14. April 2014)

## Geschichte
Khana Sor ist ein sogenanntes „Modelldorf“ (auch muǧammaʿāt genannt) und wurde zwischen 1965 und den 1970er Jahren gegründet. Für die Ansiedlung der Jesiden wurden andere jesidische Dörfer entvölkert. Im Jahr 1965 beschloss die damalige irakische Regierung die jesidischen Dörfer des Dschabal Sindschar zu zerstören und die Bewohner zur Umsiedlung zu zwingen. Die ca. 400 jesidischen Dörfer des Dschabal Sindschar wurden teilweise mit Bulldozern platt gewalzt und die Bewohner vertrieben. Das Baath-Regime bezeichnete diese erzwungenen Umsiedlungsmaßnahmen als Modernisierungsprojekte.
Khana Sor gehört wie die gesamte Region Sindschar und die gesamte Provinz Ninawa seit dem Sturz Saddam Husseins 2003 zu den umstrittenen Gebieten des Nordiraks. Die Stadt wurde bis August 2014 von kurdischen Peschmerga kontrolliert.
Im August 2014 wurde die Stadt von dem Islamischen Staat überfallen und unter ihre Kontrolle gebracht. Der IS wurde später aus der Stadt und der gesamten Sindschar Region vertrieben und der Ort gilt als befreit und zurückerobert. Trotzdem sind nur wenige Bewohner in die Stadt zurückgekehrt. Viele Bewohner der Stadt leben derzeit in Flüchtlingslagern in der Autonomen Region Kurdistan.
Derzeit wird die Stadt von der irakischen Armee kontrolliert. Im März 2017 kam es zu einer bewaffneten Auseinandersetzung zwischen kurdischen und jesidischen Streitkräften, wobei auch deutsche Waffen von den kurdischen Streitkräften gegen die jesidischen Streitkräfte eingesetzt wurden.